# Caspar Bauhin
Caspar Bauhin o Gaspard Bauhin (Basilea, 17 de enero de 1560-5 de diciembre de 1624) fue un botánico y médico suizo, cuya obra Pinax theatri botanici (1623) donde se enumeran, describen y proporcionan sinónimos y referencias de varias especies de Tithymalus (ahora Euphorbia). Bauhin ya utilizaba nombres binomiales pero no dio sistemáticamente binomios a todas las especies a lo largo de la obra. 
describió miles de plantas y las clasificó de una manera que se asemeja a la nomenclatura binomial posterior de Linneo. Fue discípulo del médico italiano Girolamo Mercuriale y también trabajó en la nomenclatura anatómica humana.
Bauhin describió la válvula ileocecal en 1588, de ahí el nombre Válvula de Bauhin o Bauhin válvula, en el prefacio de su primer escrito, De corporis humani partibus externis tractatus, hactenus non editus. Linneo honró a los hermanos Gaspard y Jean Bauhin con el nombre del género Bauhinia. Más tarde fue nombrado médico de la ciudad (Stadtarzt), profesor de la práctica de la medicina, rector de la universidad y decano de su facultad. Fue rector de la universidad de Basilea en 1592, y de nuevo en 1611 y 1619; durante el segundo rectorado la universidad intentó en vano recuperar del ayuntamiento las libertades de 1460, perdidas en 1532.

## Biografía
Jean y Gaspard eran hijos de Jean Bauhin (1511-1582), un médico francés que tuvo que abandonar su país natal Francia y refugiarse en Suiza por ser hugonote. Gaspard nació en Basilea. Desde 1572 estudió en su ciudad natal, estudió medicina en la Universidad de Padua, donde fue discípulo de Hyeronimus Mercurialis, en la Universidad de Montpellier, París y en Tubinga (Alemania). Al volver a Basilea en 1580, fue investido con el título de doctor y se dedicó al estudio privado de la Botánica y la Anatomía. Obtuvo el doctorado en medicina en la Universidad de Basilea en 1581, y en 1582 fue nombrado profesor de griego en la misma universidad, así como en 1588 de la cátedra de anatomía y botánica. En seguida llegó a ser profesor de la práctica médica (1614) y Rector de la Universidad de Basilea y Decano de su Facultad.
La Pinax theatri botanici (en español, Exposición ilustrada de plantas ) es un hito en la historia botánica, ya que describe unas 6000 especies y las clasifica.  El sistema de clasificación no era particularmente innovador, ya que utilizaba grupos tradicionales como "árboles", "arbustos" y "hierbas", y utilizaba otras características como la utilización, por ejemplo, agrupando las especias en Aromata. Agrupó correctamente las gramíneas, las legumbres y varias otras. Su contribución más importante está en la descripción de géneros y especies. Introdujo muchos nombres de géneros que luego fueron adoptados por Linneo y siguen utilizándose. Para las especies, redujo cuidadosamente las descripciones a la menor cantidad de palabras posible; en muchos casos, una sola palabra era suficiente como descripción, dando así la apariencia de un nombre de dos partes. Sin embargo, la descripción de una sola palabra seguía siendo una descripción destinada a ser diagnóstica, no un nombre elegido arbitrariamente (en el sistema linneano, muchos nombres de especies honran a individuos, por ejemplo).
 

En adición a su Pinax Theatri Botanici, Caspar Bauhin proyectó una segunda obra, Theatrum Botanicum, que debía de consistir en doce partes, de las cuales solo finalizó tres y una sola fue publicada en 1658  gracias a los esfuerzos de su hijo, Jean Gaspard Bauhin (1606-1685). Esta obra contiene magníficos grabados al cobre incluidos entre el texto que, pese a su aparente sencillez, resultan enormemente útiles para la identificación vegetal. En otra ocasión donó un copioso catálogo de plantas espontáneas del entorno de Basilea y editó la obra de Pietro Andrea Gregorio Mattioli (1500-1577) con una considerable ampliación. Su principal obra de anatomía humana fue Theatrum Anatomicum infinitis locis auctum (1592).

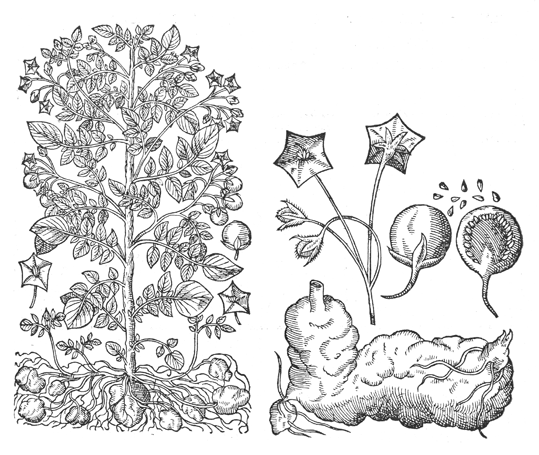
Ilustración de la patata (Solanum tuberosum) procedente del Pinax theatri botanici.

## Obra

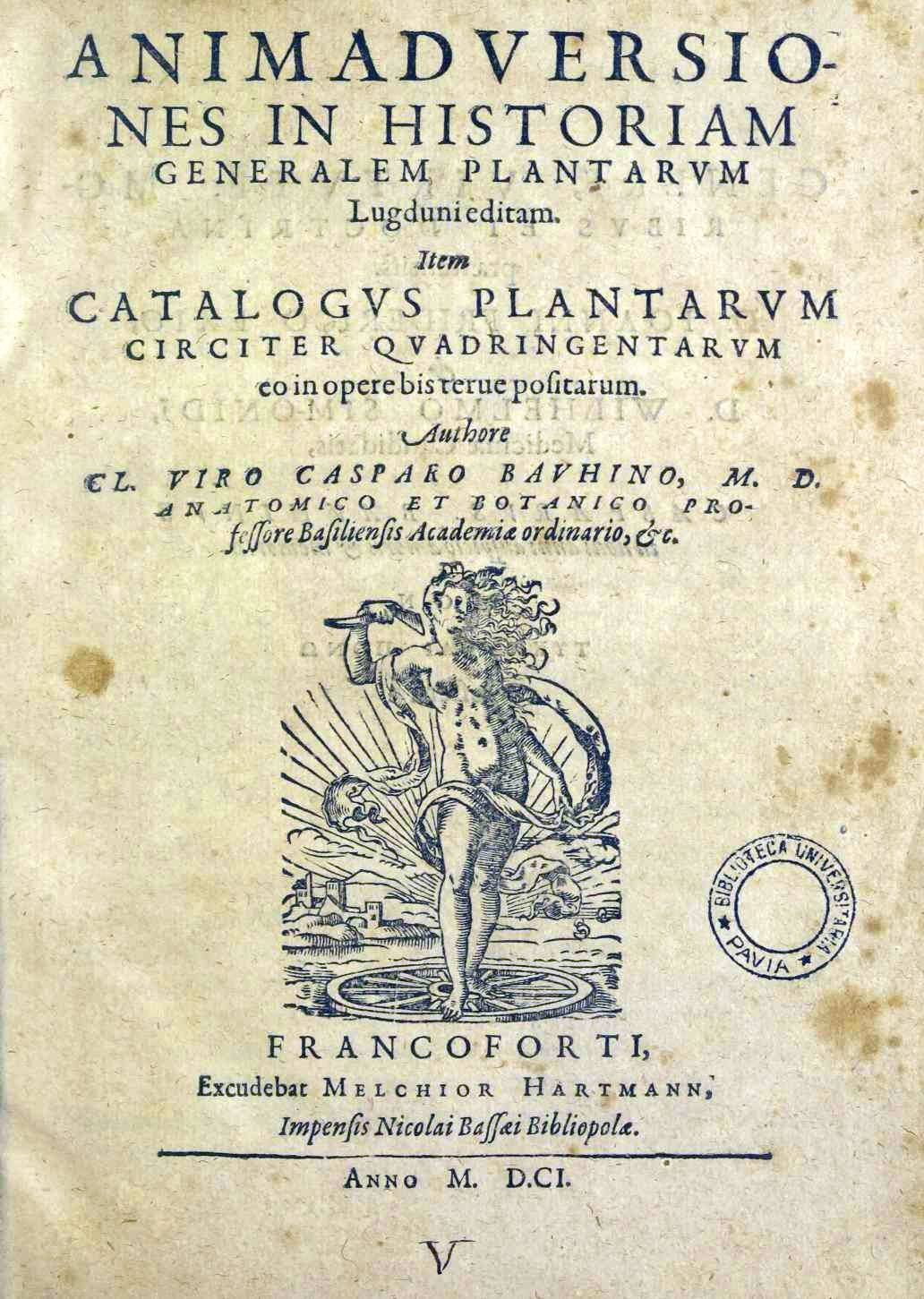
Animadversiones in historiam generalem plantarum, 1601

- De plantis a ̀diuis sanctisúe nomen habentibus, Basilea 1591
- Pinax Theatri Botanici, sive Index in Theophrasti, Dioscoridis, Plinii et botanicorum qui à seculo scripserunt opera, Basilea, 1596, 1623, 1671 y 1735), con una descripción de 2700 especies
- Theatrum Anatomicum infinitis locis auctum, Fráncfort, 1592
- Anatomia corporis virilis et muliebris historia, Leiden, 1597
- Phytopinax Archivado el 4 de diciembre de 2008 en Wayback Machine.  (Basilea, 1596) lista de 2460 especies
- Pinax theatri botanici Basilea. 1596
- Enumeratio plantarum ab herboriis nostro saeculo descriptarum cum corum differentiis (describe 6000 spp. con ilustraciones de 400), 1620
- Prodromus theatri botanici Fráncfort, 1620, 2ª ed. Basilea, 1671
- Catalogus plantarum circa Basileam , 1622
- Theatri botanici Archivado el 23 de noviembre de 2012 en Wayback Machine.  Basilea, 1658, gran obra que iba a consistir en doce vols. mas el autor terminó solo tres, y se publicó el trabajo por los esfuerzos de su hijo Jean-Gaspard
- Historia plantarum universalis vols. 1-3, 1650-1661, con J. Н. Cherler
- Theatrum Botanicum, 1658
- Dionysii Ioncquet, París 1659

## Eponimia
Carlos Linneo le dedicó el género Bauhinia de la familia de las leguminosas. También a la válvula del intestino grueso se la denomina "válvula de Bauhin" en su honor.